# 葉觀國
葉觀國（1720年—1792年），字家光，号毅庵，晚号存吾。福建閩縣人。清朝官員。

## 生平
葉觀國為乾隆十六年（1751年）进士。選庶吉士，散館授編修。历任云南、广西学政。升任翰林院侍读学士、詹事府少詹事，入直南书房。晚年归里，在三坊七巷之文儒坊建“绿筠书屋”。

## 著作
著有《老学斋随笔》、《绿筠书屋诗抄》。

## 家族
子申蕃，乾隆丙子优贡；申棻，嘉庆壬戌进士，知连山县；申蔚，嘉庆甲子优贡，泉州府儒学训导；申藹，乾隆乙卯举人，知无锡县；申苞，嘉庆戊午举人，知广东西宁等县；申萬，嘉庆乙丑进士，翰林院检讨，京畿道监察御史，升高廉兵备道；申芗，嘉庆已巳进士，翰林院庶吉士，出爲河南府知府，升河陕汝道。
申万子敬昌，嘉庆已卯进士，翰林院庶吉士，累官湖北布政使。
子雲滋，字惠宇，道光甲辰举人，于屋后筑颐园。雲滋子大同，同治乙丑进士，知番禺县；大湜，由拔贡中式同治庚午科举人，内阁中书；大泳，光绪丙子举人，官永安、龙溪等地训导；大堉，由拔贡中式同治壬戊恩科举人；大焯，同治戊辰科进士，翰林院编修，升侍读学士，督廣東學政；大涵，光绪丙戌进士，工部都水司主事。
葉觀國七子登科，孙雲滋又六子科甲，為一時盛事。

## 外部連結
- 葉觀國故居 福州三坊七巷